# Louis-Théandre Chartier de Lotbinière
Pour les articles homonymes, voir Lotbinière.
Louis-Théandre Chartier de Lotbinière (1612-1688), procureur général du Canada et lieutenant-général de la prévôté de Québec pour la Nouvelle-France.
Louis-Théandre Chartier de Lotbinière est né à Paris en 1612. Il était le fils de René-Pierre Chartier de Lotbiniere (1572-1654), Conseiller au Parlement de France, et professeur de médecine et médecin du roi Louis XIII et sa mère était dame de compagnie de Henriette-Marie de France, fille du roi Henri IV et femme du roi Charles Ier d'Angleterre.
En 1641, il épouse Élisabeth d'Amours (1613-1690), fille de Louis d'Amours de Louvières, premier conseiller du roi Henri IV. Son frère Mathieu d'Amours de Chauffours est une relation de Jean de Lauzon, le futur gouverneur de la Nouvelle-France.
Tous s'embarquent pour l'Amérique et arrivent le 13 octobre 1651 à Québec.
Louis-Théandre Chartier de Lotbinière retrouve son frère René, aumônier chez les Ursulines des Ursulines de Québec.
Au Québec, Louis-Théandre Chartier de Lotbinière est nommé procureur seigneurial du sénéchal de la Cour de Québec.
En 1656, il est nommé Lieutenant-général des Affaires civiles et criminels.
En 1659, il s'en retourne en France, quelques mois, pour régler des problèmes d'héritage.
En 1663, il quitte ce poste quand le roi de France Louis XIV créé le Conseil souverain de la Nouvelle-France. Il devient procureur adjoint du procureur général du Conseil souverain Jean Bourdon.
En 1677, il revient en France pour régler des conflits d'intérêts familiaux de succession.
En 1680, Jacques Duchesneau de la Doussinière et d'Ambault, dénonce par lettre à la justice, la dilapidation des biens que la fille de Lotbinière, Marie-Françoise, a perçus à la suite de la mort de son mari Pierre de Joybert de Soulanges et de Marson, administrateur de l'Acadie et belle-mère du gouverneur Philippe de Rigaud de Vaudreuil.
L'intendant de la Nouvelle-France, Jean Talon, dira de Lotbinière, qu'il n'est pas adapté à cette profession judiciaire.
Louis-Théandre Chartier de Lotbinière retourne en France où il meurt en 1688. Il fut le père de René-Louis Chartier de Lotbinière, le grand-père de Eustache Chartier de Lotbinière (en), l'arrière-grand-père de Michel Chartier de Lotbinière, l'arrière deux fois grand-père de Michel-Eustache-Gaspard-Alain Chartier de Lotbinière et l'arrière quatre fois grand-père d'Henri-Gustave Joly de Lotbinière.